# 约瑟夫·基-泽尔博

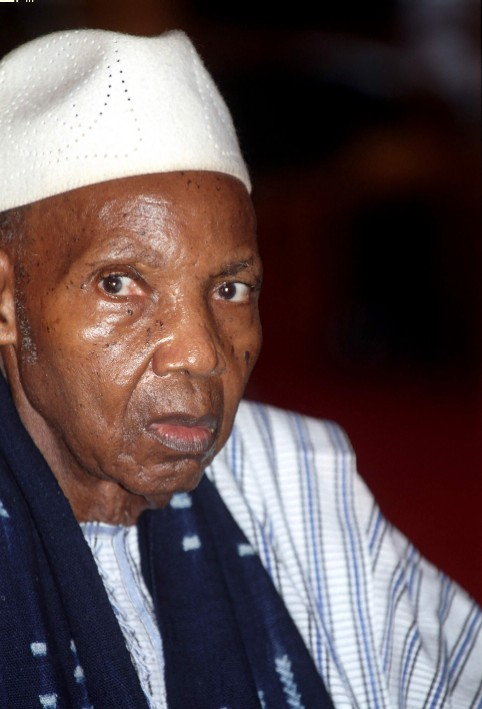

约瑟夫·基-泽尔博（法語：Joseph Ki-Zerbo，1922年6月21日—2006年12月4日），出生于布基纳法索托马，布基纳法索历史学家、政治家。

## 生平
其父阿尔弗雷德·基-泽尔博是布基纳法索首位天主教徒。基-泽尔博先后在巴黎大学和巴黎政治学院学习，毕业后在奥尔良和巴黎担任历史学教授。1957年，基-泽尔博回到布基纳法索并成为政治积极分子。1972年至1978年间，他在瓦加杜古大学担任非洲历史学教授。1983年，基-泽尔博被留放直至1992年。1994年，基-泽尔博建立民主和进步党-社会党并担任主席。
基-泽尔博是托马·桑卡拉军政府的反对者、社会主义者，支持非洲独立发展和非洲联合。2015年，布基纳法索政府将瓦加杜古大学更名为约瑟夫·基-泽尔博大学，以向他致敬